# Macroglossum kleineri
Macroglossum kleineri es una polilla de la familia Sphingidae, la cual es endémica de las islas Sulawesi, (Indonesia).